# Église Saint-Michel de Signy-l'Abbaye
L'église Saint-Michel est une église du XIXe siècle située à Signy-l'Abbaye, en France.

## Description
C'est une église datant de 1900 bâtie en style néo-gothique qui est toute en rappel de l'abbaye disparue. Les vitraux présentent les pères fondateurs et les figures marquantes de l'abbaye de Signy comme  Humbert, abbé d'Igny, Saint Benoît de Nursie, Saint Bernard, Gérard d'Orchimont, Saint André, Le bon pasteur et Saint Jean-Baptiste.

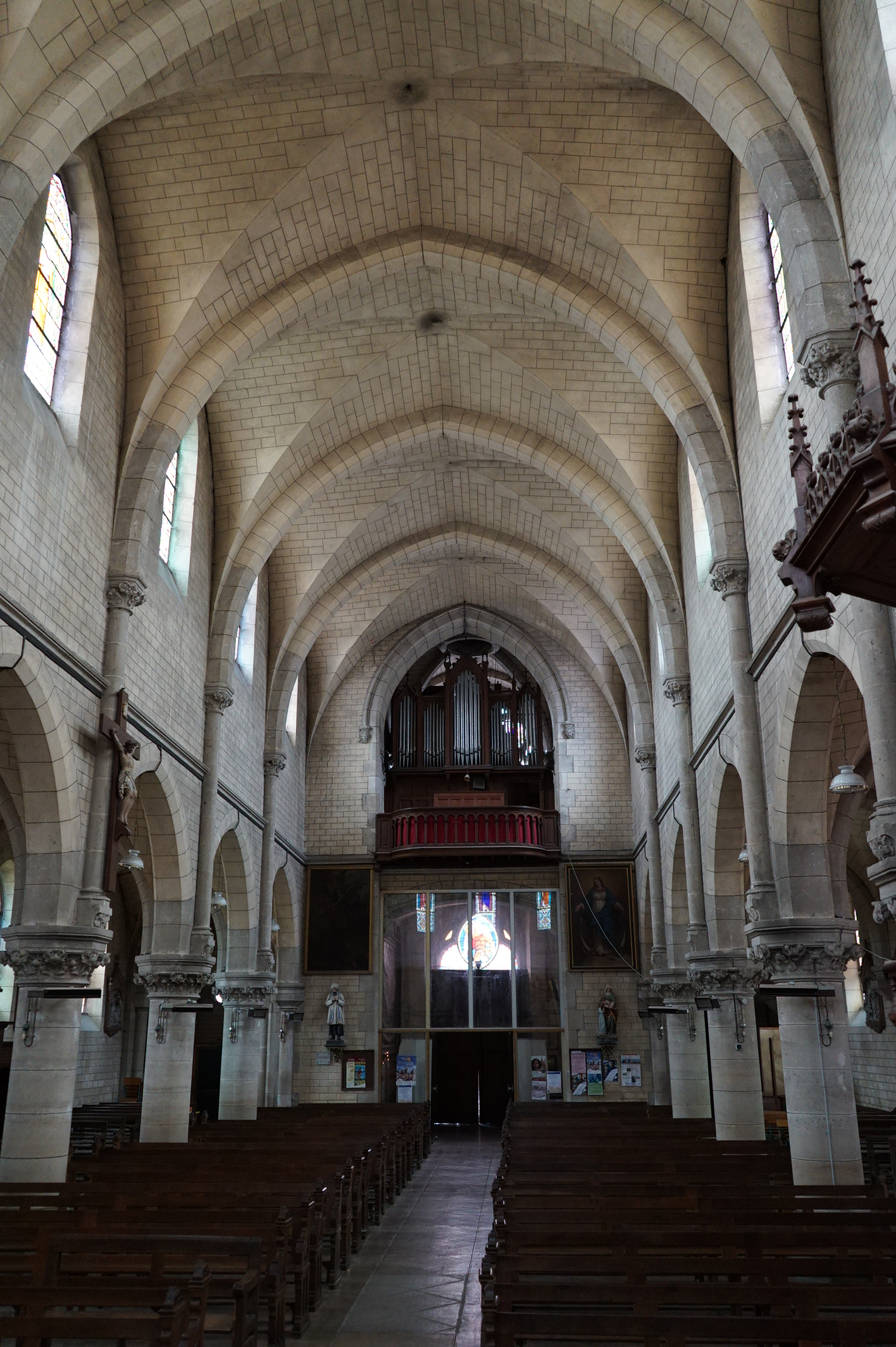
Nef et orgues
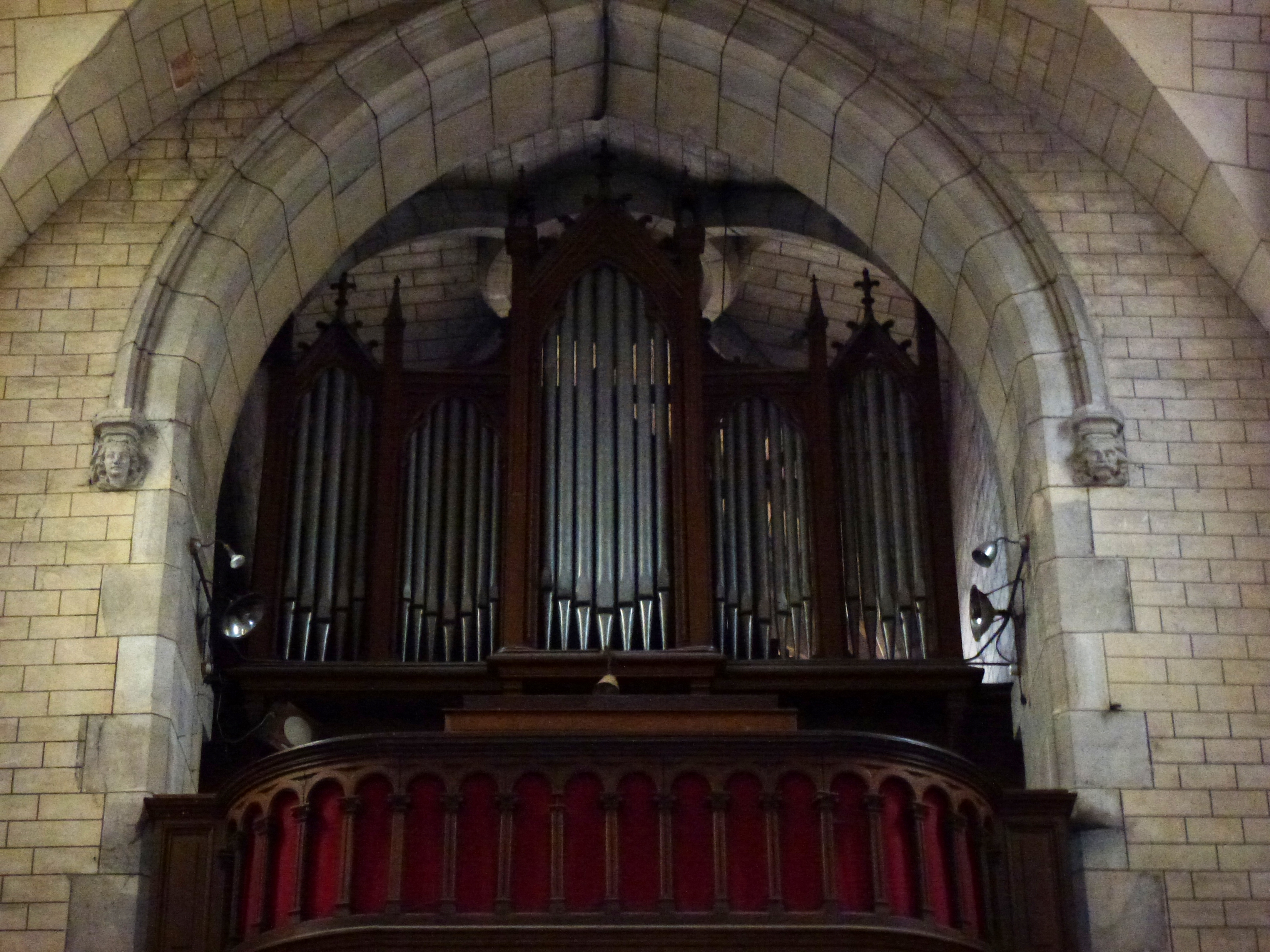
Orgues en détail
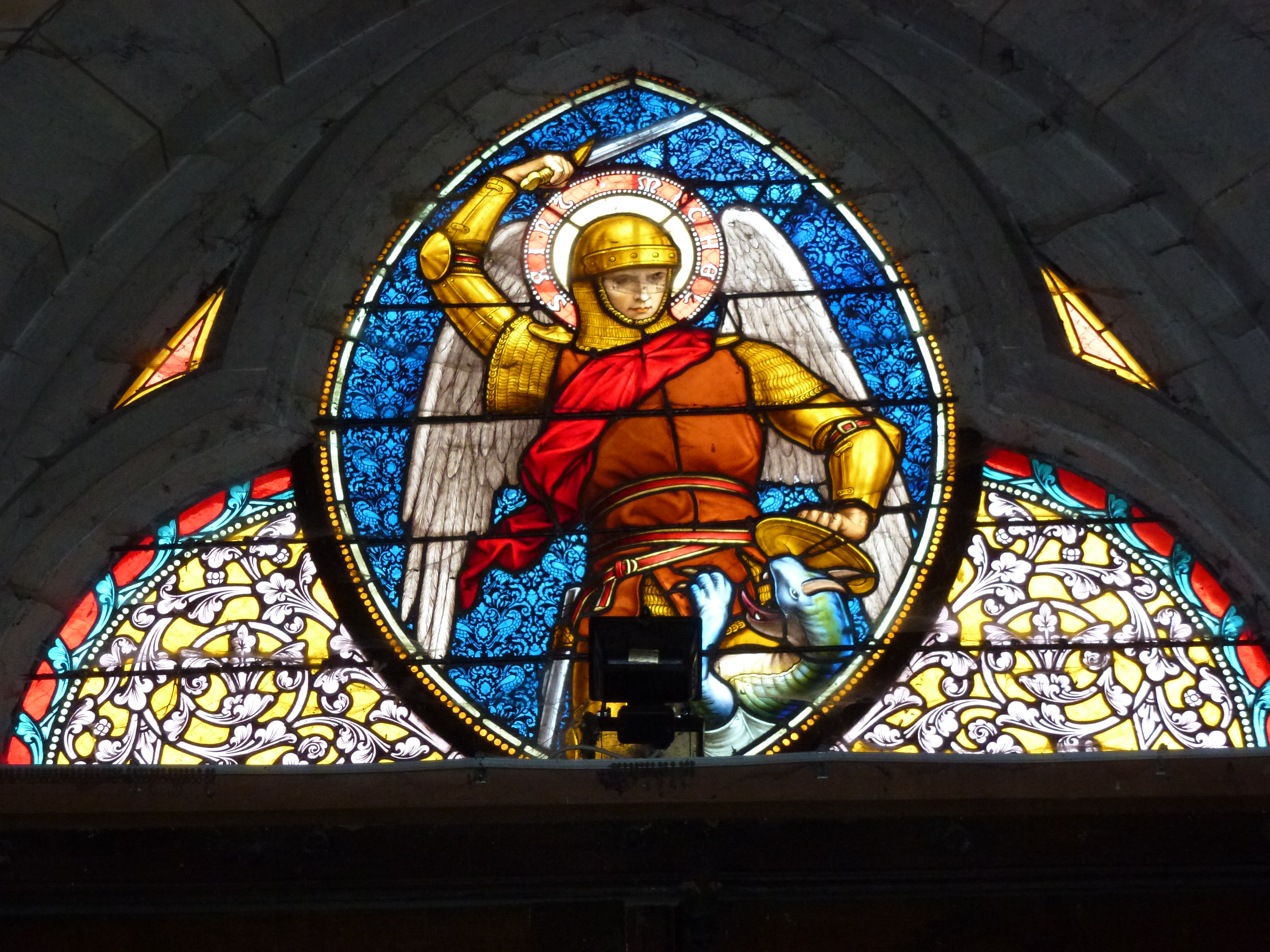
Michel terrassant le dragon.

À l'intérieur, on peut remarquer plusieurs tableaux comme Marie terrassant le serpent et Michel le dragon. Des chandeliers monumentaux, un buste sculpté, une chaire sculpté.

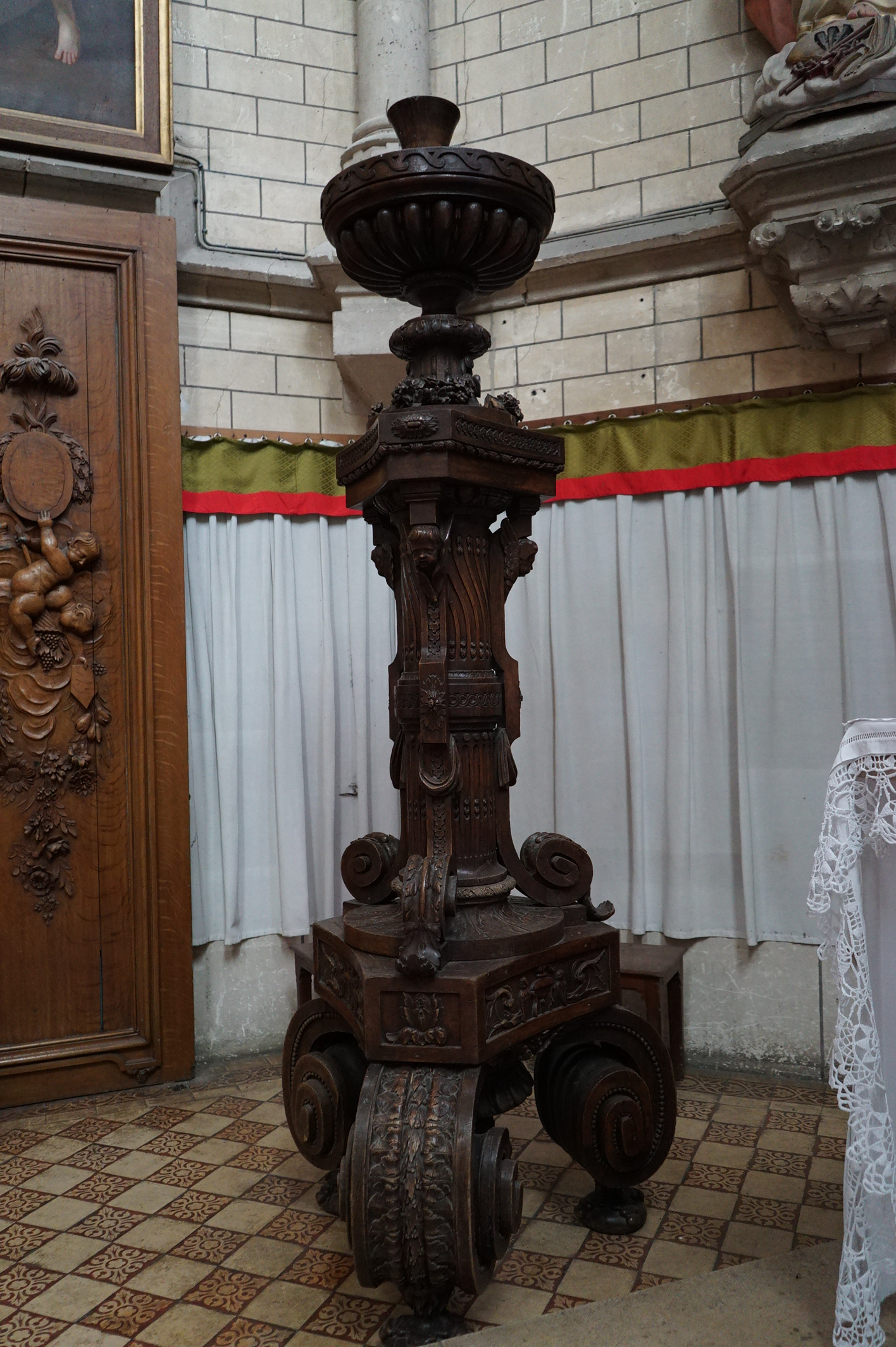
chandelier pascal
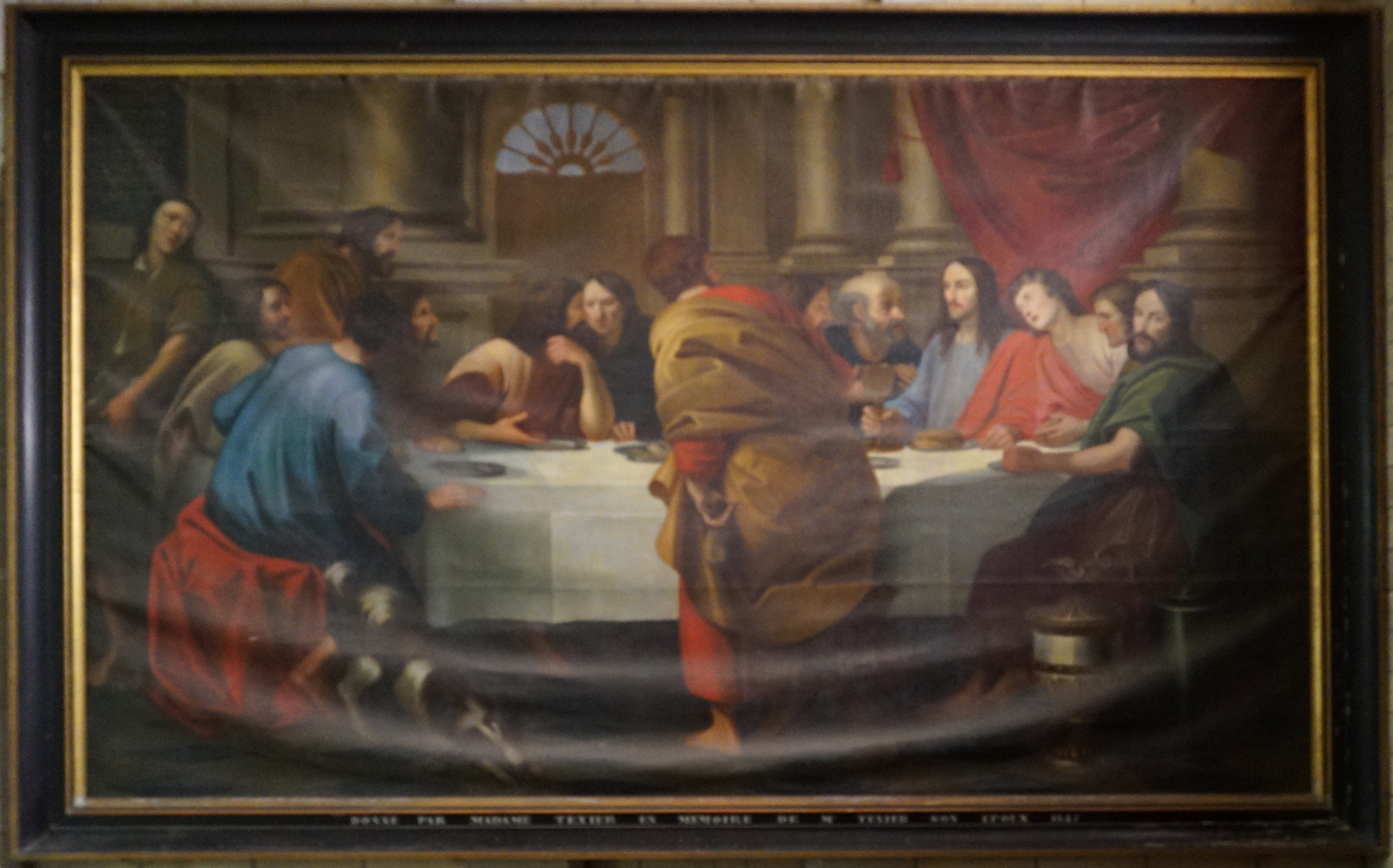
la Cène
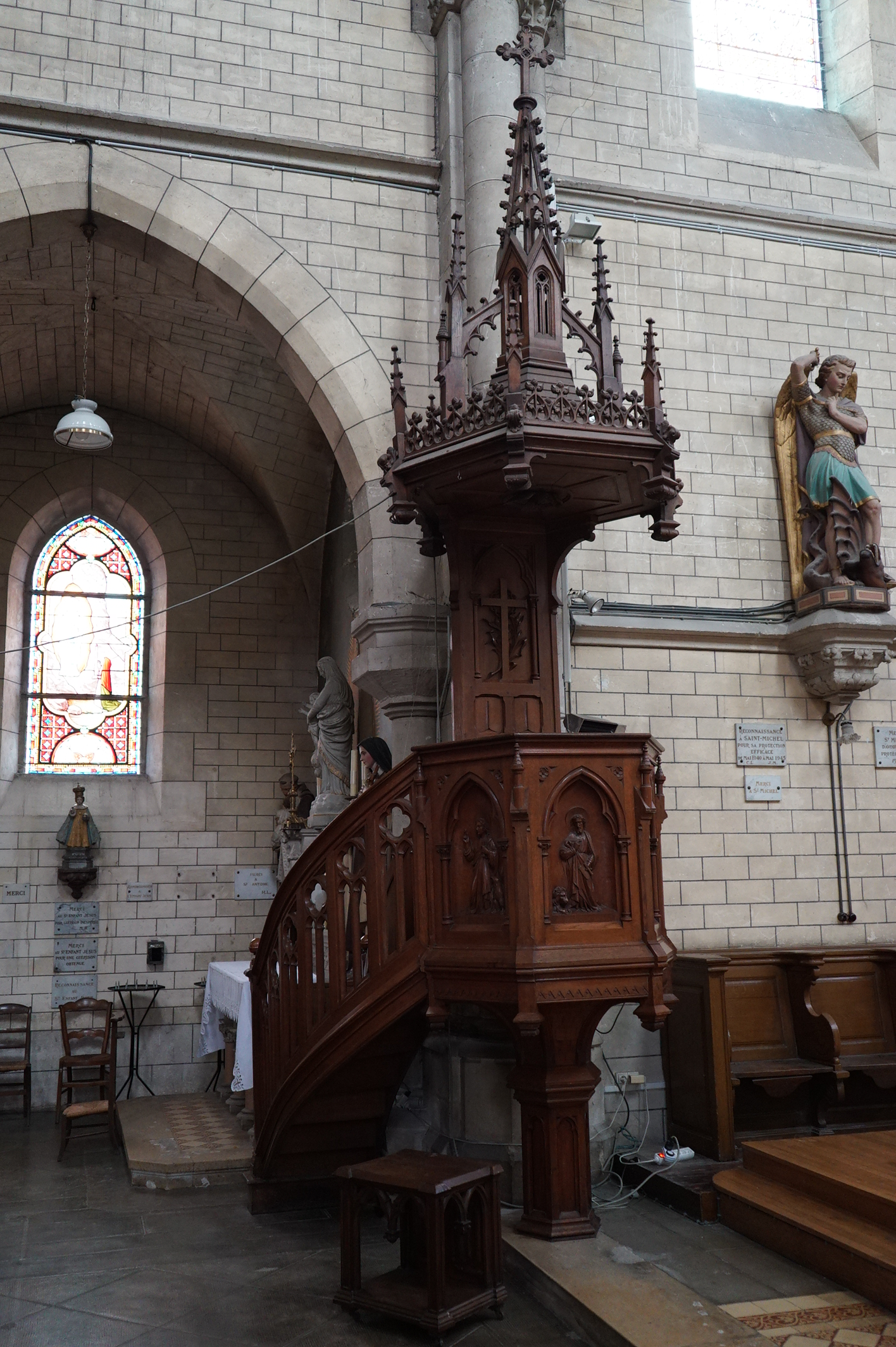
chaire et statue de Michel terrassant le dragon.

Un orgue dans le clocher, devant la rosace, sert lors de concerts en l'église.

## Localisation
L'église est située dans le centre de la commune de Signy-l'Abbaye, département de l'Ardennes.

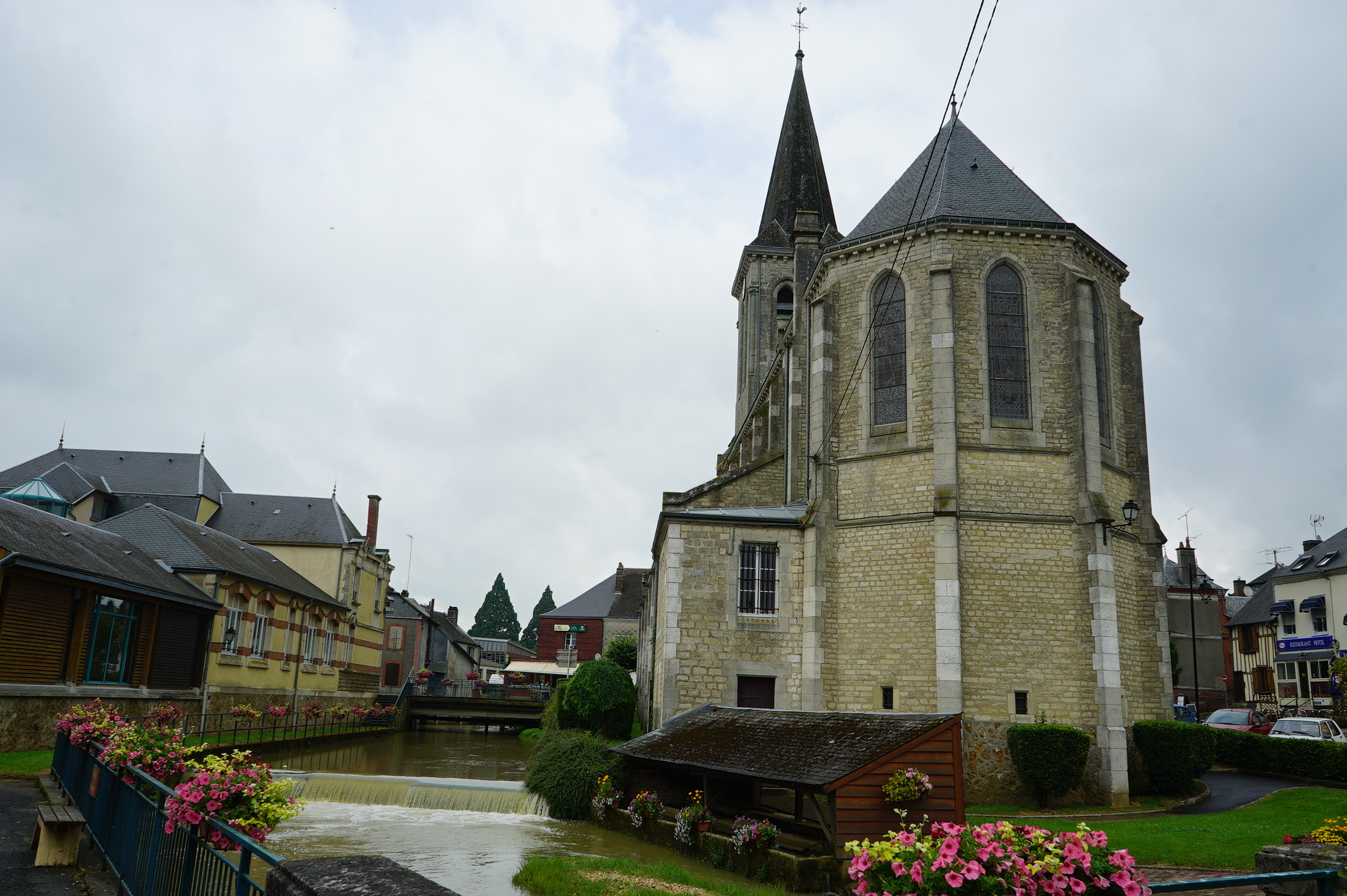
L'église sur la Vaux
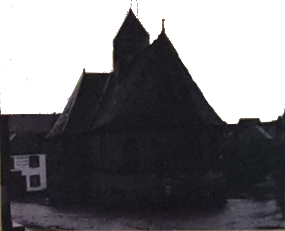
l'ancienne église.